# From Me to You (The Beatles)
From Me to You is een lied geschreven door John Lennon en Paul McCartney dat in 1963 op single verscheen. From Me to You, met Thank You Girl op de B-kant, was de derde single van The Beatles en hun tweede nummer één hit in Engeland. Ook in de Verenigde Staten werd From Me to You als single uitgegeven, maar daar haalde het nummer in eerste instantie niet de hitlijsten. Na het succes van I Want to Hold Your Hand werd From Me to You in 1964 nogmaals uitgegeven in de Verenigde Staten, ditmaal als een single met een dubbele A-kant (de andere A-kant was Please Please Me). Ditmaal haalde From Me to You wel de Amerikaanse hitlijsten.

## Achtergrond
Na het succes van de tweede Beatles-single Please Please Me wilden manager Brian Epstein en producer George Martin zo snel mogelijk een nieuwe single uitbrengen. Epstein en Martin hadden een plan bedacht waarbij er iedere drie maanden een nieuwe single en ieder half jaar een nieuw album uitgebracht moest worden. Volgens eigen zeggen drong vooral Martin steeds aan op nieuwe nummers die op single uitgebracht konden worden.
In het voorjaar van 1963 toerden The Beatles door Groot-Brittannië. In die tijd was het gebruikelijk dat diverse artiesten geboekt werden om samen op een tournee te gaan. In februari van dat jaar waren The Beatles op tournee met onder anderen Helen Shapiro en Roy Orbison. From Me to You werd op 28 februari geschreven door Lennon en McCartney in de toerbus van York naar Shrewsbury. Volgens McCartney was Roy Orbison net als voor Please Please Me een inspiratiebron voor From Me to You. Tijdens de tournee zagen ze hoe Orbison Pretty Woman schreef, dit spoorde hen aan om From Me to You te schrijven.
De inspiratie voor de titel van het nummer kwam van de ingezondenbrievensectie 'From You to Us' van de New Musical Express. Lennon herinnert zich dat hij en McCartney tijdens de busrit gesproken hadden over een van de ingezonden brieven. Volgens Lennon is de eerste regel van het lied van hem afkomstig, maar is de rest van het lied door beiden geschreven. McCartney bevestigt dit.
De titel, From Me to You, was bovendien een bewuste keuze. Volgens McCartney gebruikten The Beatles in hun eerste nummers vaak woorden als 'I', 'Me' en 'You', omdat de nummers daar persoonlijker en directer van werden.
Lennon en McCartney beschrijven beiden From Me to You als een van de eerste nummers waar ze erg tevreden over waren. Vooral op het middenstuk van het nummer waren beiden erg trots, omdat dit voor The Beatles ongewone akkoorden bevat. McCartney heeft opgemerkt dat met het schrijven van From Me to You de kwaliteit van hun composities beter werd: "The thing I liked about 'From Me to You' was it had a very complete middle. It went to a surprising place. The opening chord of the middle section of that song heralded a new batch for me. That was a pivotal song. Our songwriting lifted a little with that song".

## Opnamen
From Me to You werd op 5 maart 1963 opgenomen in de Abbey Road Studios in Londen. Op die dag namen The Beatles ook Thank You Girl op. Dit nummer zou op de B-kant van de single verschijnen. In totaal namen The Beatles 13 takes van From Me to You op. The Beatles wilden het nummer laten openen met een gitaarsolo. In de studio suggereerde George Martin echter dat het beter zou zijn om het lied te laten beginnen met een mondharmonicasolo aangevuld met vocale harmonieën. Deze suggestie werd door The Beatles overgenomen.

## Verschijning
From Me to You verscheen op 11 april 1963 op single uitgebracht in Groot-Brittannië. De single was daar een groot succes. Op 4 mei bereikte From Me to You de eerste plaats in de UK Singles Chart. In totaal stond de single 21 weken in de Engelse hitlijst, waarvan 7 weken op nummer 1.
Omdat Capitol, de Amerikaanse tak van EMI, Please Please Me niet op single uit wilde brengen, werd dit nummer aan het platenlabel Veejay aangeboden. Dit label wilde Please Please Me wel uitbrengen. Veejay kreeg ook het recht om andere Beatlesnummers uit te brengen op single. Daarom werd op 27 mei 1963 From Me to You uitgebracht in de Verenigde Staten door Veejay. De single flopte echter. Na het succes van I Want to Hold Your Hand, besloot Veejay om From Me to You op 30 januari 1964 nogmaals uit te brengen, maar nu als B-kant van een single met Please Please Me op de A-kant. Deze single deed het ditmaal beter, maar haalde niet de eerste plaats.